# ペクチナーゼ
ペクチナーゼ (pectinase) はペクチンを分解する触媒能を持つ酵素の総称。ポリガラクツロナーゼ、ペクチンリアーゼ、ペクチンエステラーゼ、ペクチンメチルエステラーゼなどがある。ペクチンは果汁の濁りの原因物質であるため、食品工業的には果汁を清澄化するために用いられている。こうした用途に用いる場合、主にアスペルギルス・ニガーによって工業的に生産される。植物細胞のプロトプラスト作成において、セルラーゼと共に用いられる酵素でもある。